# دانيال سيليجمان
دانيال سيليجمان (25 سبتمبر 1924-31 يناير 2009)  كان محررًا في صحيفة أمريكية وكاتب عمود في مجلة فورتشن من عام 1950 إلى عام 1997. كما كتب لمجلة فوربس، وكومينتاري (مجلة)، وامريكان ميركوري، ومجلة كومنويل، ومجلة القائد الجديد.

## السيرة الذاتية
ولد سيليجمان في مانهاتن لأبوين إيرفينغ وكليرأوبراين سيليجمان، كان ابن عم عالم النفس مارتن سليجمان. بعد الخدمة في جيش الولايات المتحدة خلال الحرب العالمية الثانية، تخرج سيليجمان من جامعة نيويورك بدرجة البكالوريوس.

### مجلة فورتشن
كتب في امريكان ميركوي ومجلة كومنويل ومجلة القائد الجديد قبل أن يتم تعيينه في مجلة فورتشن في عام 1950 ككاتب.أصبح 
لاحقًا محررًا في فورتشن، بأخر عقدين تولى مهام النشر قبل تقاعده في عام 1997، وكتب أكثر من 400 من أعمدة المواكبة في المجلة، حتى بعد تنحيه عن منصب مدير التحرير المساعد في عام 1988.
في افتتاحية في فبراير 1988 بمناسبة انتقال سليغمان إلى محرر مساهم بعد 37 عامًا في المجلة، وصف مدير التحرير في مجلة فورتشن، مارشال لوب ، سيليجمان بأنه "قاتل ماهر (في الغالب ليبرالي)متفوق.يستخدم الأناقة والذكاء الحاد لخوض معركته التي لا تنتهي ضد الفكر الفوستيني.

### سؤال الذكاء
كتب سيليجمان على نطاق واسع عن المحرمات مثل الصواب السياسي وعلم الوراثة. زعم كتابه، سؤال عن الذكاء: نقاش معدل الذكاء في أمريكا، أن حاصل الذكاء يمكن توريثه جزئيًا على الأقل وأن هناك اختلافات ذات مغزى في معدل الذكاء بين الأجناس.
في مراجعة نُشرت في ديسمبر 1992 من كومينتاري (مجلة) ، وصف تشارلز موراي، مؤلف كتاب منحنى الجرس، وهو كتاب آخر عن قضية الذكاء، يوصف كيف تم الاتصال بـسيليجمان من قبل شركة (يتل) وطُلب منه تأليف كتاب عن معدل الذكاء لسلسلة كتب شركة (يتل)من الكتب المختصرة التي تغطي موضوعات علمية تستهدف عامة الناس.
بعد تقديم مخطوطته المكتملة في عام 1990 والمضي قدمًا في عملية التحرير بهدوء، قرر الناشر دفع الرسوم المتفق عليها لسليجمان، لكنهم لن ينشروا مخطوطته.فقرر نقل العمل إلى مكان آخر، فقد ضاعف حجم رسالته الأصلية وحوَل الناشرين إلى مطبعة بيرش لين.

### الطرق الرياضية
استخدم سيليجمان الأساليب الكمية لدعم الحجج المتعلقة بعلم الوراثة، والعلاقة بين الوضع الاجتماعي والاقتصادي مدى الحياة، والعلاقة بين المظهر والرواتب للمحامين واستخدام الرهان على حلبات السباق كوسيلة لغسيل الأموال.
تم عرض استخدامه للاحتمالات والرياضيات في أعمدته في عمود عام 1992 قال فيه إن العدد الهائل من أعضاء حزب المحافظين في برلمان المملكة المتحدةالمحصورين في فضائح جنسية من غير المرجح أن يكون بسبب الصدفة.قدم سيليجمان جرة افتراضية مليئة بـ 331 كرة من الرخام الأزرق (تمثل عدد أعضاء البرلمان المحافظين في ذلك الوقت) و 269 كرة حمراء (تمثل عدد نواب حزب العمال) والتي منها مراقب معصوب العينين يرسم ستة كرات من الرخام.كان احتمال أن تكون الستة كلها زرقاء (بمعنى أن الفضائح الست جميعها مرتبطة بأعضاء البرلمان المحافظين) 2.76٪.

### وفاته
توفي سيليجمان، أحد سكان مانهاتن، عن عمر يناهز 84 عامًا في 31 يناير 2009 من المايلوما المتعددة., وترك زوجته السابقة ميغ شيربورن، وابنه وابنته وأربعة أحفاد وأخ وأخت.

## الفهرس
سؤال الذكاء: مناظرة معدل الذكاء في أمريكا. مدينة نيويورك. مجموعة كارول للنشر، 1992. ISBN 978-1-55972-131-8